# FC Infonet Tallinn
Maillots
Le FC Infonet Tallinn est un club de football estonien basé à Tallinn fondé en 2002.

## Historique

### Histoire
L'équipe première et la réserve fusionnent avec le Levadia Tallinn à l'issue de la saison 2017. Le nom du club est récupéré par la deuxième équipe réserve, qui évolue en quatrième division estonienne.

### Repères historiques
- 2002 : fondation du club sous le nom d'Atletik Tallinn
- 2011 : le club est renommé Infonet Tallinn
- 2016 : premier titre de champion d'Estonie de l'histoire du club[3]

## Bilan sportif

### Palmarès
- Championnat d'Estonie (1)
  - Champion : 2016
- Championnat d'Estonie de D2 (1)
  - Champion : 2012
  - Vice-champion : 2011
- Coupe d'Estonie (1)
  - Vainqueur : 2017
- Supercoupe d'Estonie (1)
  - Vainqueur : 2017

### Bilan européen
Note : dans les résultats ci-dessous, le score du club est toujours donné en premier.
| Saison    | Compétition         | Tour           | Club                | Domicile | Extérieur | Total |
| --------- | ------------------- | -------------- | ------------------- | -------- | --------- | ----- |
| 2016-2017 | Ligue Europa        | Premier tour Q | Heart of Midlothian | 2 - 4    | 1 - 2     | 3 - 6 |
| 2017-2018 | Ligue des champions | Premier tour Q | Hibernians FC       | 0 - 2    | 0 - 1     | 0 - 3 |

Légende
- Victoire ou qualification pour le tour suivant
- Match nul
- Défaite ou élimination de la compétition